# Lagerbyggnad
En lagerbyggnad, lagringshall eller magasinsbyggnad är en byggnad avsedd för förvaring av handelsvaror. Lagerlokal är en del av en byggnad använd till förvaringslokal. Den som arbetar i dessa lokaler utför lagerarbete. 

## Bilder

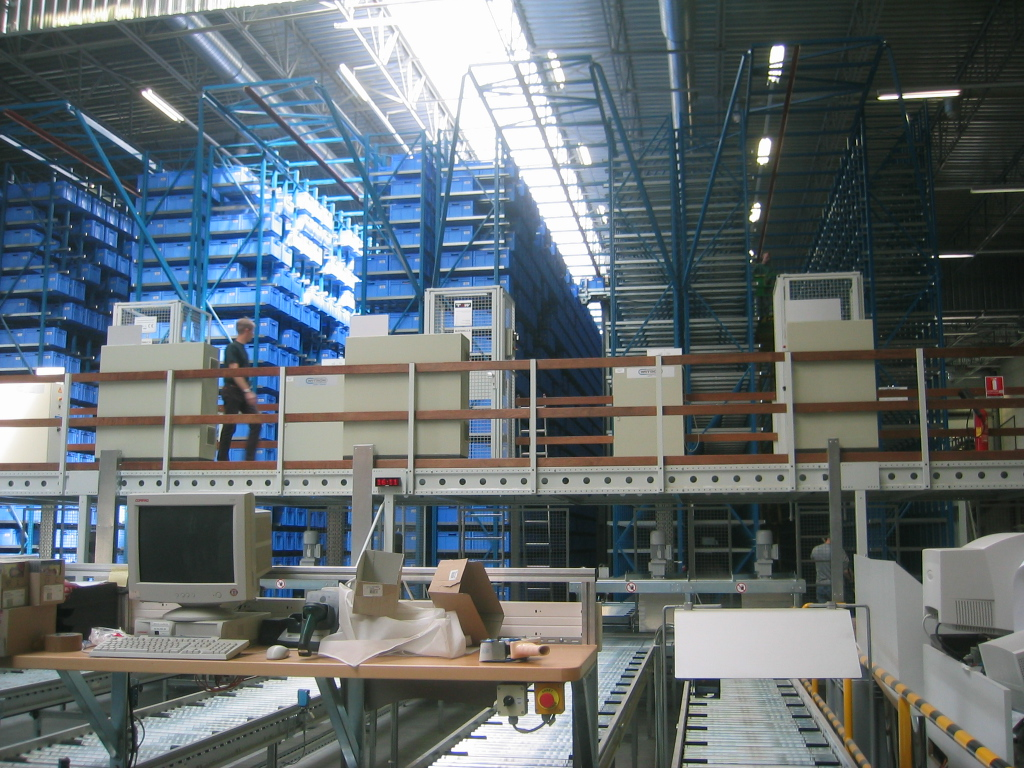
Höglager.
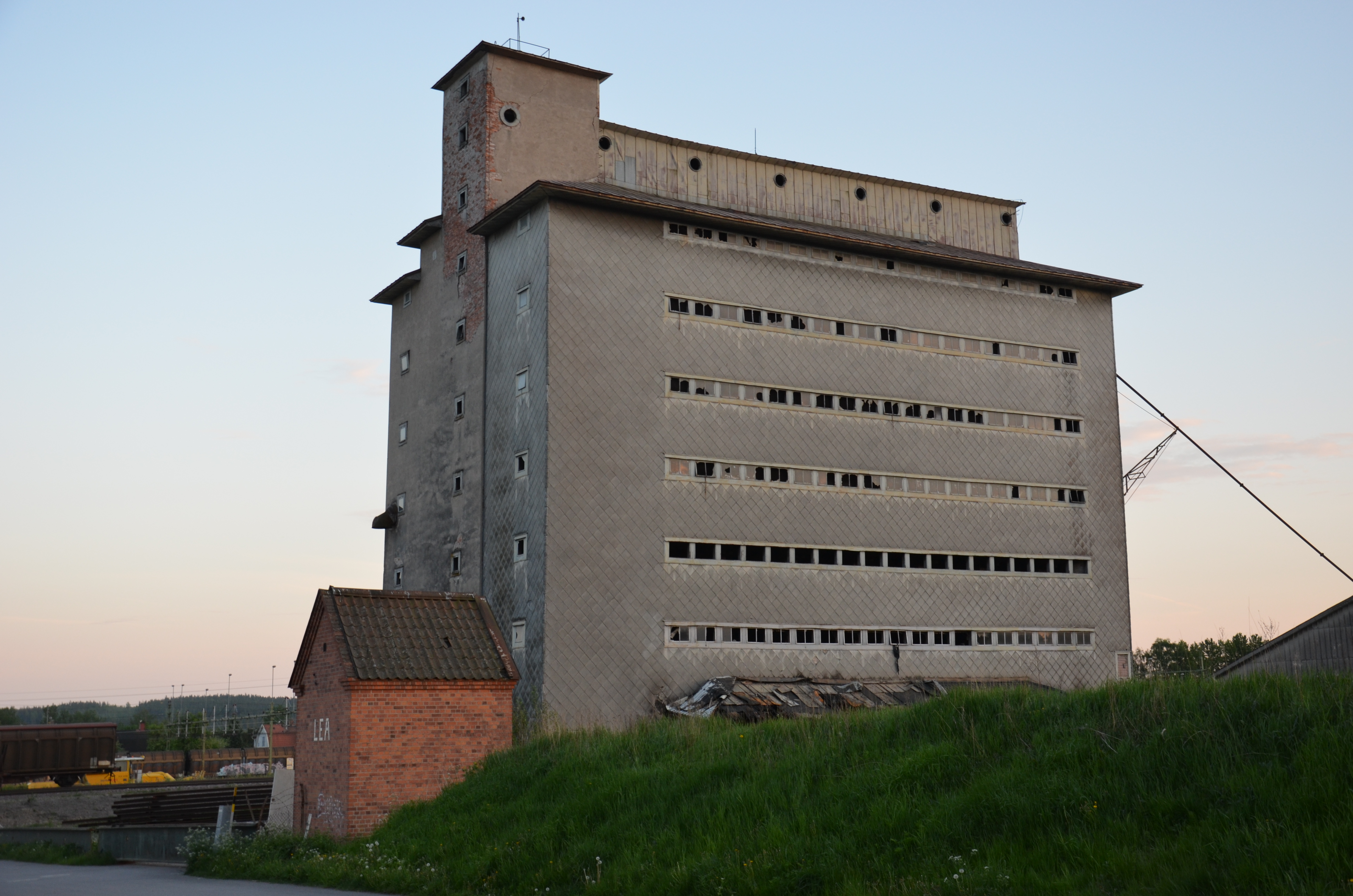
Beredskapslagerhuset för spannmål i Hallsberg.
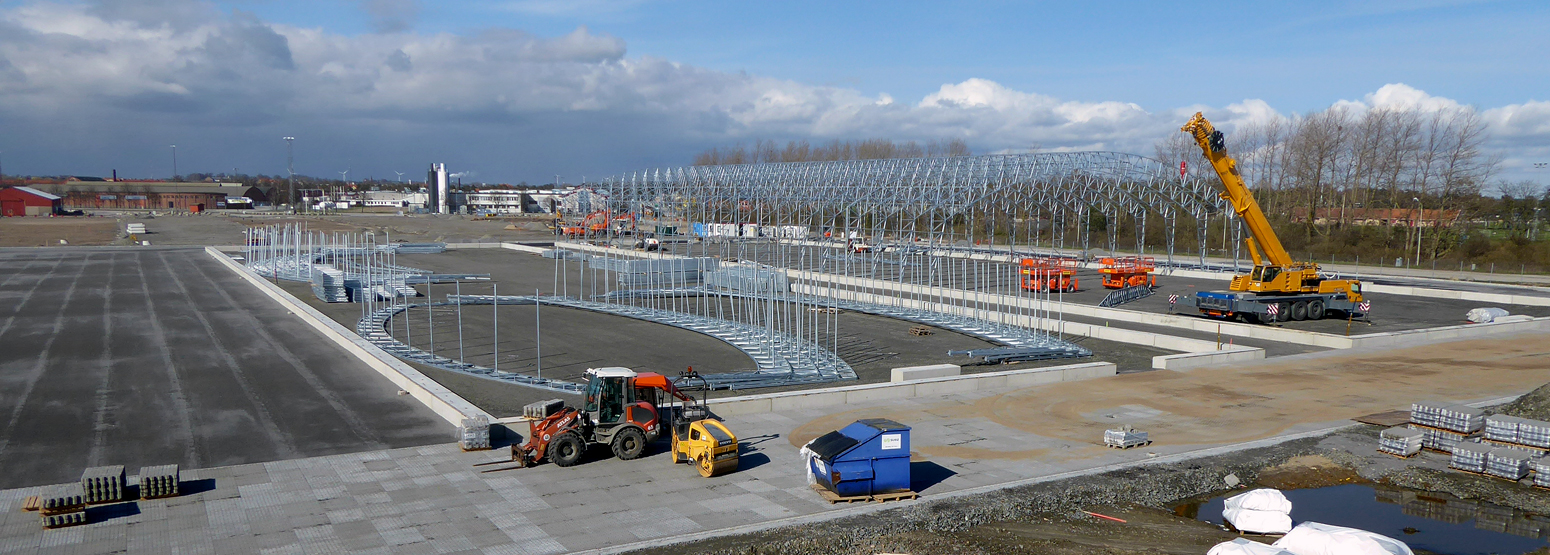
Lagerhallar under konstruktion vid Världens ände i Ystad. 16 april 2017.
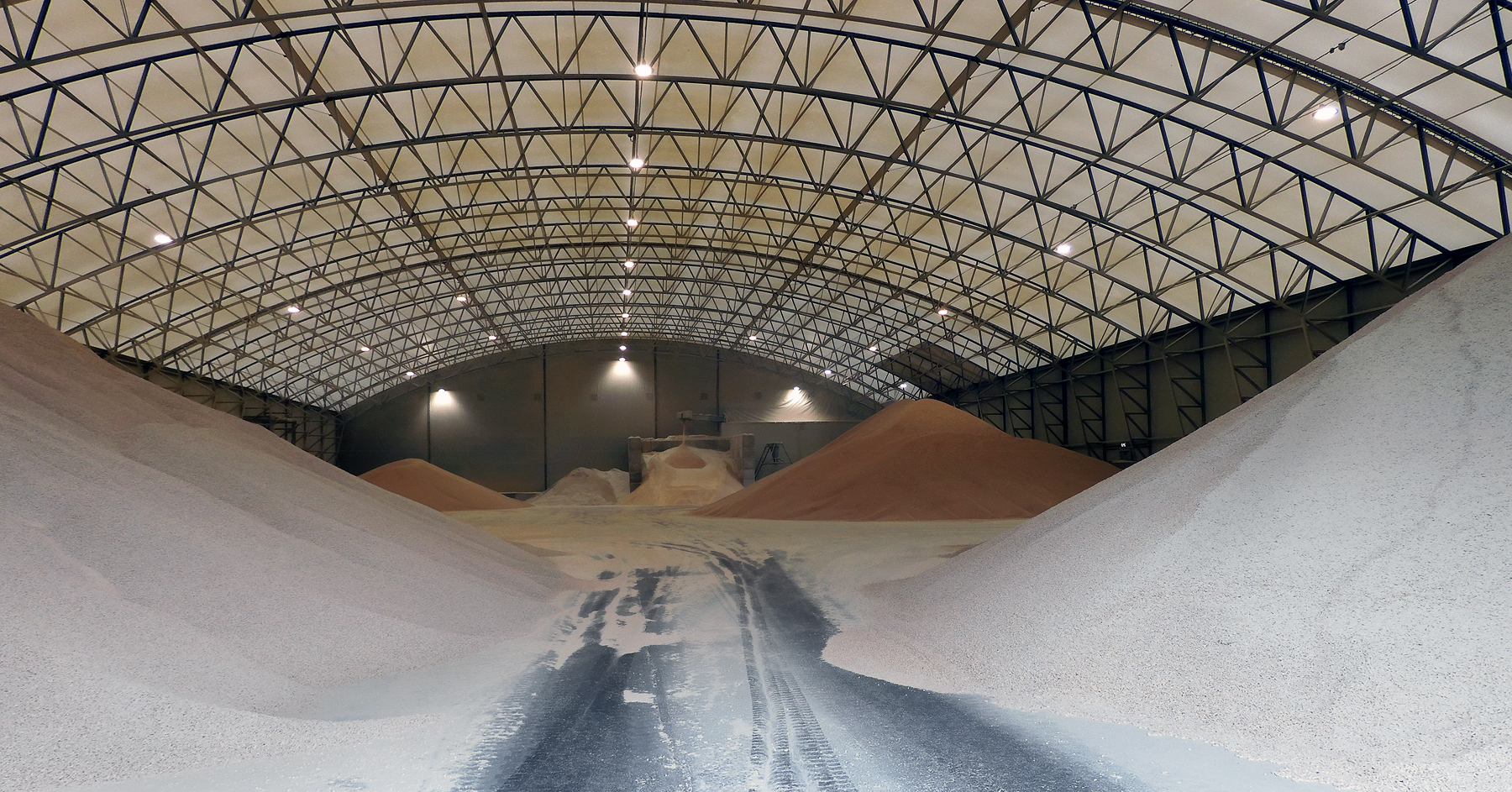
Lagerbyggnad för träpellets.